# Louis Hartmann
Louis Hartmann (* 4. Februar 1844 in Arolsen; † 17. Februar 1918 ebenda) war ein deutscher Kaufmann und Politiker.
Hartmann war der Sohn des Steuerbeamten und Kontrolleurs Christian Hartmann († 1851) und dessen Ehefrau Louise geborene Böger (1812–1878). Er heiratete Mathilde Suhr. Hartmann lebte als Kaufmann in Arolsen. Vom 31. Oktober 1887 bis zum 27. Oktober 1890 war er für den Wahlkreis Kreis der Twiste Abgeordneter im Landtag des Fürstentums Waldeck-Pyrmont.